# Park Antona Uthemanna w Katowicach
Park Antona Uthemanna w Katowicach – park położony we wschodniej części Katowic, w dzielnicy Szopienice-Burowiec, przy ulicy Wiosny Ludów. Wyposażony on jest w elementy małej architektury (w tym ławki i kosze na śmieci), a także w urządzenia zabawowe (plac zabaw), sportowe i edukacyjne, natomiast chodniki w parku mają nawierzchnię szutrową.
Park nosi imię Antona Uthemanna – dyrektora generalnego spółki Georg von Giesches Erben, który był twórcą dwóch osiedli patronackich: Giszowca i Nikiszowca.
Park znajduje się w sąsiedztwie przystanku tramwajowego Szopienice Pętla, obsługiwanego przez Zarząd Transportu Metropolitalnego, z którego według stanu z października 2020 roku kursują dwie linie tramwajowe.

## Historia
O powstanie parku w Drugich Szopienicach zaczęła wnioskować redakcja portalu internetowego szopienice.org w dniu 24 kwietnia 2014 roku w piśmie do Przewodniczącego Rady Miasta Katowice. Po analizie wniosku pod kątem formalnym Komisja Organizacyjna Rady Miasta Katowice zaaprobowała ten pomysł. W późniejszym czasie projekt parku poparła Rada Jednostki Pomocniczej nr 15 Szopienice-Burowiec. W sprawie uporządkowania zieleni parkowej złożył w dniu 31 lipca 2014 roku interpelację radny Rady Miasta Katowice – Jerzy Dolinkiewicz. 
Dnia 9 września 2014 roku Zakład Zieleni Miejskiej w Katowicach rozstrzygnął przetarg na przebudowę parku. Prace budowlane trwały do końca listopada 2014 roku. Park ostatecznie został ustanowiony przez Radę Miasta Katowice 17 grudnia 2014 roku. Do sierpnia 2015 roku Miejski Zarząd Dróg i Mostów Katowicach oznakował park, o co zabiegała grupa Burowiec – Inicjatywa Mieszkańców w piśmie z 16 czerwca 2015 roku do Wydziału Budynków i Dróg Urzędu Miasta Katowice.

## Galeria

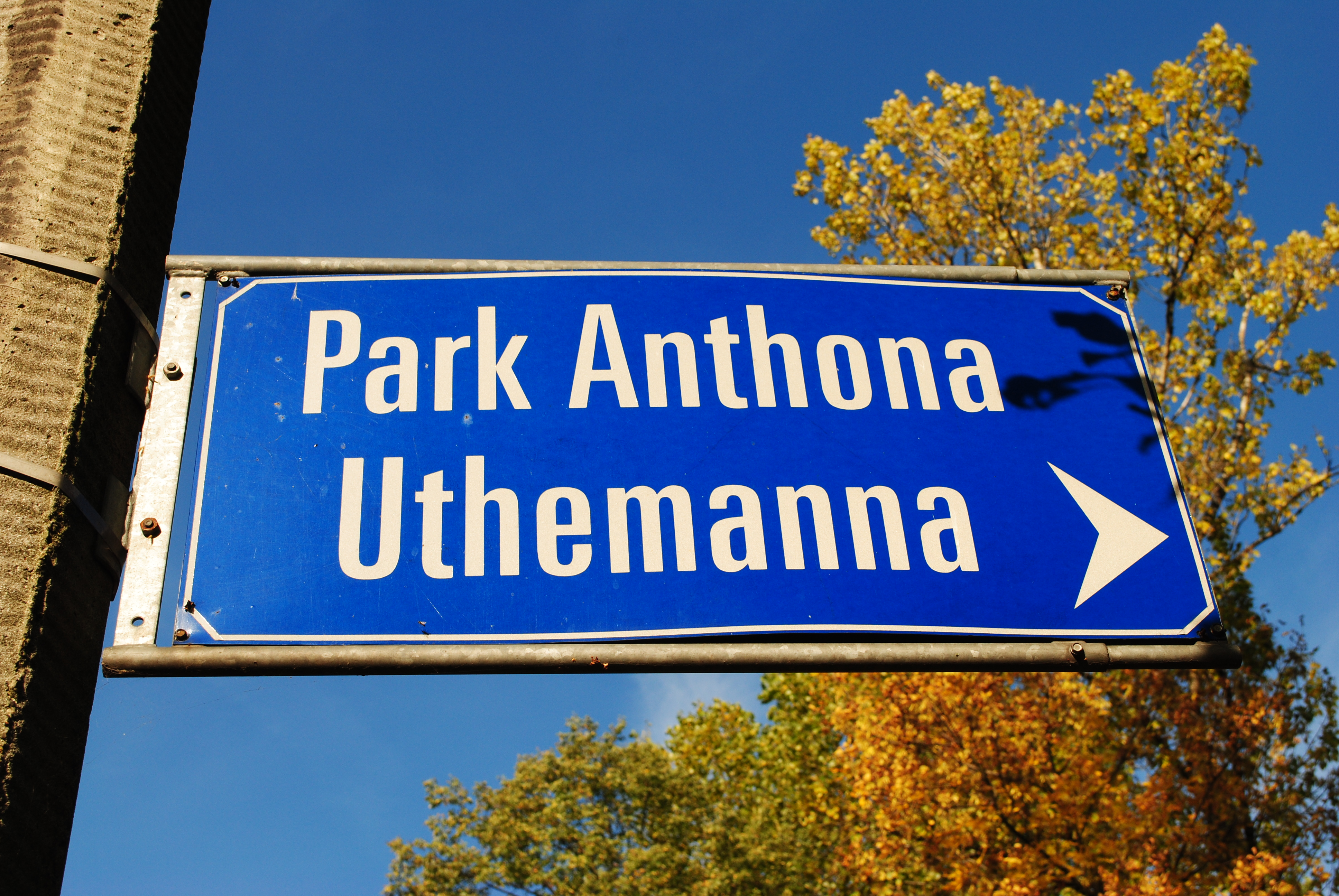
Tabliczka z nazwą parku (z błędem w imieniu patrona)
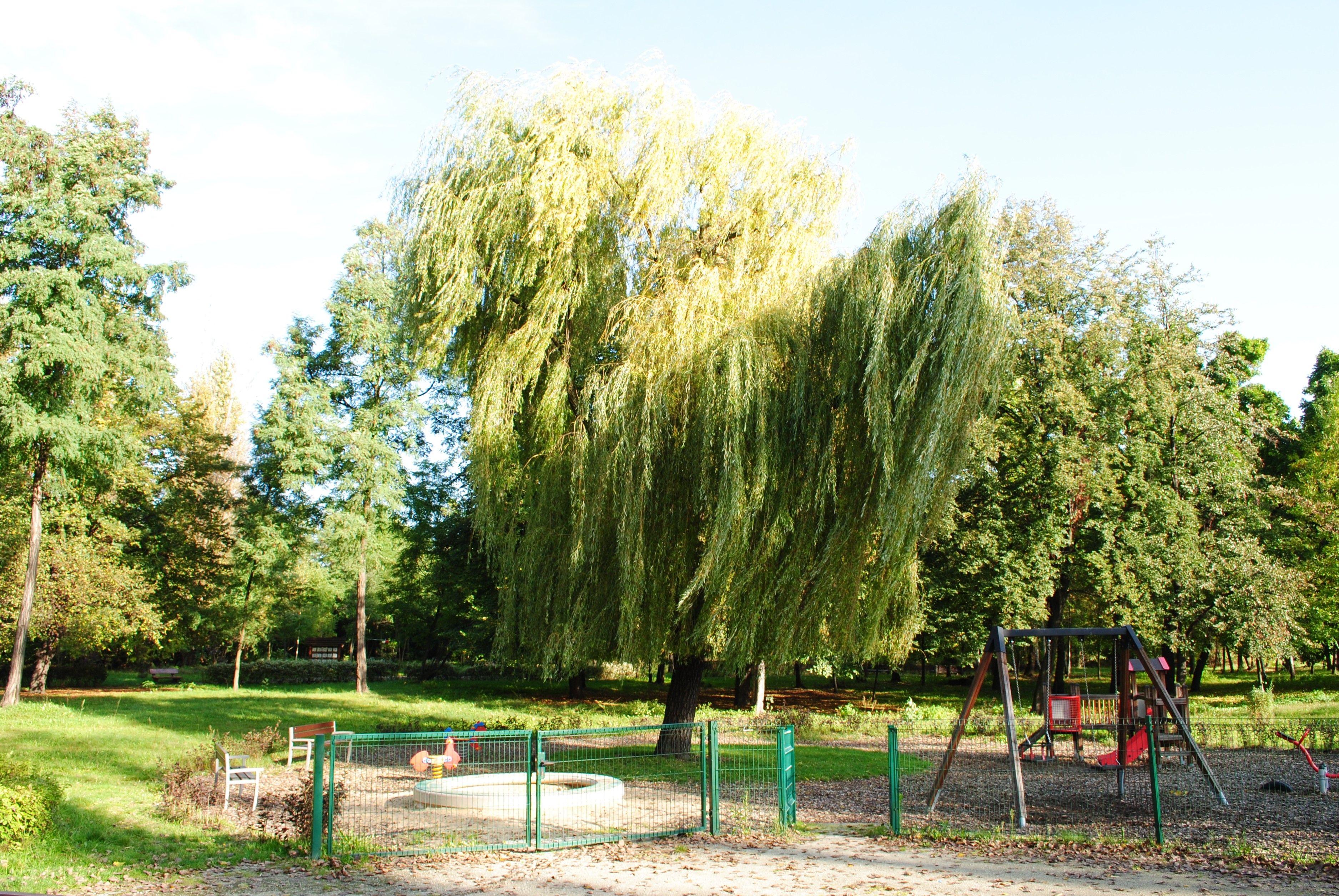
Plac zabaw
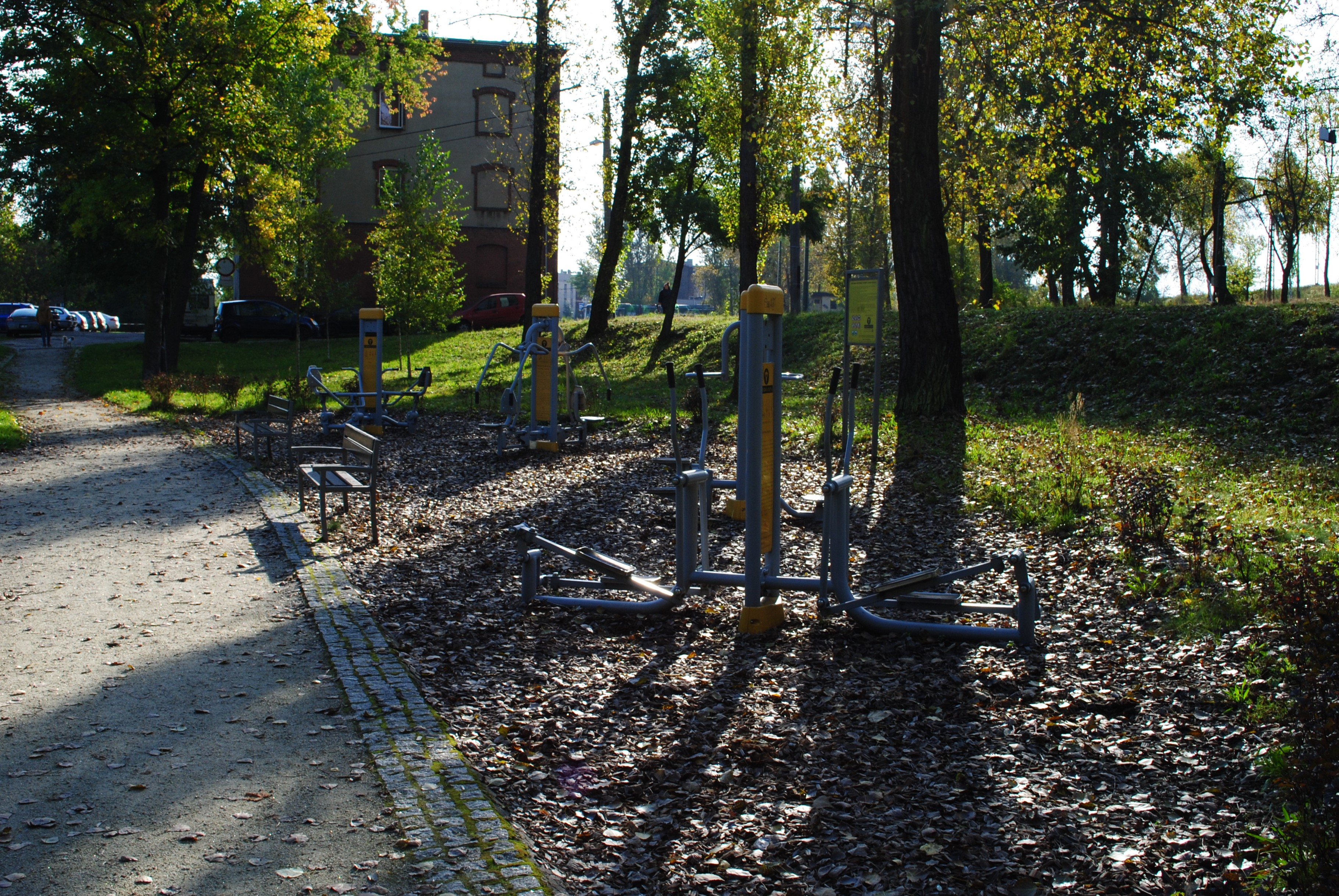
Siłownia plenerowa